# Georg von Bauer
Christoph Emanuel Georg Bauer, seit 1891 von Bauer (* 12. August 1823 in Kassel; † 1. Januar 1903 ebenda) war ein preußischer Generalmajor und Kommandeur der 8. Feldartillerie-Brigade.

## Leben

### Herkunft
Georg war ein Sohn des kurhessischen Generalleutnants Philipp Bauer (1775–1851) und dessen Ehefrau Henriette, geborene von Lengerke (1790–1875). Seine Brüder Karl (1816–1896) und Wilhelm (1819–1890) wurden ebenfalls preußische Generalmajore.

### Militärkarriere
Bauer besuchte das Gymnasium und das Kadettenhaus in Kassel. Am 25. Juni 1841 wurde er als Portepeefähnrich im Artillerieregiment der Kurhessischen Armee angestellt und avancierte Ende Juli 1841 zum Sekondeleutnant. Während des Feldzuges gegen Dänemark nahm er 1849 an der Beschießung von Fredericia teil und stieg im Mai 1849 zum Premierleutnant auf. Ab Mitte Oktober 1850 war Bauer als Adjutant beim Generalkommando in Kassel tätig. Nach einer Kommandierung zum Kadettenkorps und zum Generalstab wurde er vom 4. August 1851 bis zum 21. April 1852 als Adjutant im Stab des Oberbefehlshabers verwendet. Mitte März 1853 folgten seine Versetzung in den Generalstab und ein Jahr später die Beförderung zum Hauptmann. Mit der Ernennung zum Batteriechef kehrte Bauer am 9. Juni 1855 in den Truppendienst zurück und Ende November 1865 stieg er zum Major auf.
Nach dem verlorenen Krieg gegen Preußen und der Annexion des Kurfürstentums trat Bauer am 30. Oktober 1866 in die Preußische Armee über und wurde dem Pommerschen Festungs-Artillerie-Regiment Nr. 2 zugeteilt. Anfang November 1866 ernannte man ihn zum Kommandeur der I. Abteilung in Stettin. Mit der Beförderung zum Oberstleutnant übernahm Bauer am 18. Juni 1869 die III. Abteilung des Pommerschen Feldartillerie-Regiments Nr. 2. In dieser Eigenschaft nahm er 1870/71 während des Krieges gegen Frankreich an den Schlachten bei Gravelotte und Champigny, den Belagerungen von Metz und Paris sowie den Gefechten bei Fresne und Pontarlier teil.
Ausgezeichnet mit dem Eisernen Kreuz II. Klasse erhielt Bauer nach dem Friedensschluss am 18. August 1871 den Charakter als Oberst. Mit der Ernennung zum Kommandeur des Hannoverschen Feldartillerie-Regiments Nr. 10 wurde ihm am 5. März 1872 das Patent zu seinem Dienstgrad verliehen. Unter Stellung à la suite seines Regiments erfolgte am 9. Juni 1874 seine Versetzung als Kommandeur der 8. Feldartillerie-Brigade nach Koblenz. In dieser Stellung avancierte er am 22. März 1876 zum Generalmajor und erhielt Mitte September 1877 den Roten Adlerorden II. Klasse mit Eichenlaub. Unter Verleihung des Kronen-Ordens II. Klasse mit Stern wurde er am 12. Juli 1879 mit Pension zur Disposition gestellt.
Nach seiner Verabschiedung erhob ihn Kaiser Wilhelm II. am 19. September 1891 in den erblichen preußischen Adelsstand.

### Familie
Bauer verheiratete sich am 12. Februar 1854 in Kassel mit Luise Ruhl (1833–1908). Aus der Ehe gingen folgende Kinder hervor: 
- Marie (1855–1865)
- Julius (* 1857), preußischer Oberstleutnant ⚭ 1886 Margarete Degener (* 1855)
- Alexander (1860–1928), preußischer Generalmajor ⚭ 1890 Beate Riedel (* 1870)
- Charlotte (1863–1903) ⚭ 1886 William Graf von Kielmannsegg, preußischer Major
- Fritz (1874–1944), preußischer Oberstleutnant und Kommandeur des 2. Garde-Feldartillerie-Regiments ⚭ 1900 Ruth Gräfin von Schlieffen (* 1879)